# 周小璞
周小璞（1947年—），女，河北蠡县人，中国图书馆学家，中华人民共和国文化部社会文化图书馆司原巡视员，中国图书馆学会原常务理事，国家非物质文化遗产保护工作专家委员会副主任委员。